# Pampán
Pampán – miasto w Wenezueli, w stanie Trujillo.